# Duke Nukem: Time to Kill
Duke Nukem: Time to kill (Дюк Нюкем: Время убивать) — компьютерная игра 1998 года из серии игр Duke Nukem.

## Сюжет
В Duke Nukem: Time to Kill непобедимый Дюк вступает в схватку с чужаками-мутантами, стремящимися захватить земных младенцев, что грозит гибелью Земли. Задача героя осложняется тем, что мерзавцы могут путешествовать во времени. Гоняясь за ними, Дюк оказывается в Древнем Риме, в Средневековой Европе и даже на диком Западе.

## Игровой процесс
В первый раз за долгую историю этого персонажа вам предоставляется возможность сыграть в Duke Nukem в перспективе третьего лица. Правда, больших изменений в характер игры это не внесёт. Новое в игре — возможность путешествовать во времени. Вся игра разделена на четыре или пять поясов, значительно удаленных друг от друга во времени. Вы материализуетесь в Древнем Риме, на Диком Западе или в Лос-Анджелесе следующего тысячелетия и каждый раз находите ландшафты, оружие, одежду и прочие атрибуты, соответствующие той эпохе и той местности, где вы оказались. Правила игры тоже будут меняться. Чтобы выбраться из каждой временной зоны, придётся потратить массу времени: долго бродить по уровням, пока не выполнишь все задачи данного этапа, отыскивать переключатели, разные вещицы и туннели, помогающие пробраться к выходу. Но, будьте начеку, даже на выходе с уровня вас подстерегают опасности. В какой бы эпохе вы ни оказались, вам не придётся жаловаться на оружие, так как вместо стрельбы с использованием системы автоматического наведения ваше оружие пробивает все, что находится перед вами, поражая одним выстрелом довольно большую зону. Если же потребуется нанести высокоточный «точечный» удар, воспользуйтесь специальным режимом. Камера будет находиться позади Дюка, сам герой станет полупрозрачным, а на экране появится множество маленьких красных точек, при помощи которых вы сможете уничтожить любую цель, не разрушая все, что находится вокруг. Так, можно выстрелами сносить головы врагам, разбивать телефонные автоматы, сшибать уличные фонари, взрывать с дальней дистанции нефтяные вышки или цистерны вместе с парочкой-другой болтающихся рядом свинокопов. Если вы случайно расстреляете убежище, возможно, обнаружите совсем не лишнюю порцию здоровья. Кроме стрельбы, разработчики игры наделили Дюка способностью взбираться на огромные контейнеры, лазать по склонам, кратерам, бегать по лестницам, делать сальто назад и др.

## Оценки
| Сводный рейтинг | Сводный рейтинг |
| Агрегатор       | Оценка          |
| --------------- | --------------- |
| GameRankings    | 75,27 %         |